# Кирибат
Кирибат (синг. කිරිබත්, англ. Kiribath) — традиционное блюдо Шри-Ланки, приготовленное из риса; является основным блюдом шри-ланкийской кухни. Обычно представляет собой сваренный в кокосовом молоке клейкий рис, которому придается квадратная или прямоугольная форма.

## История

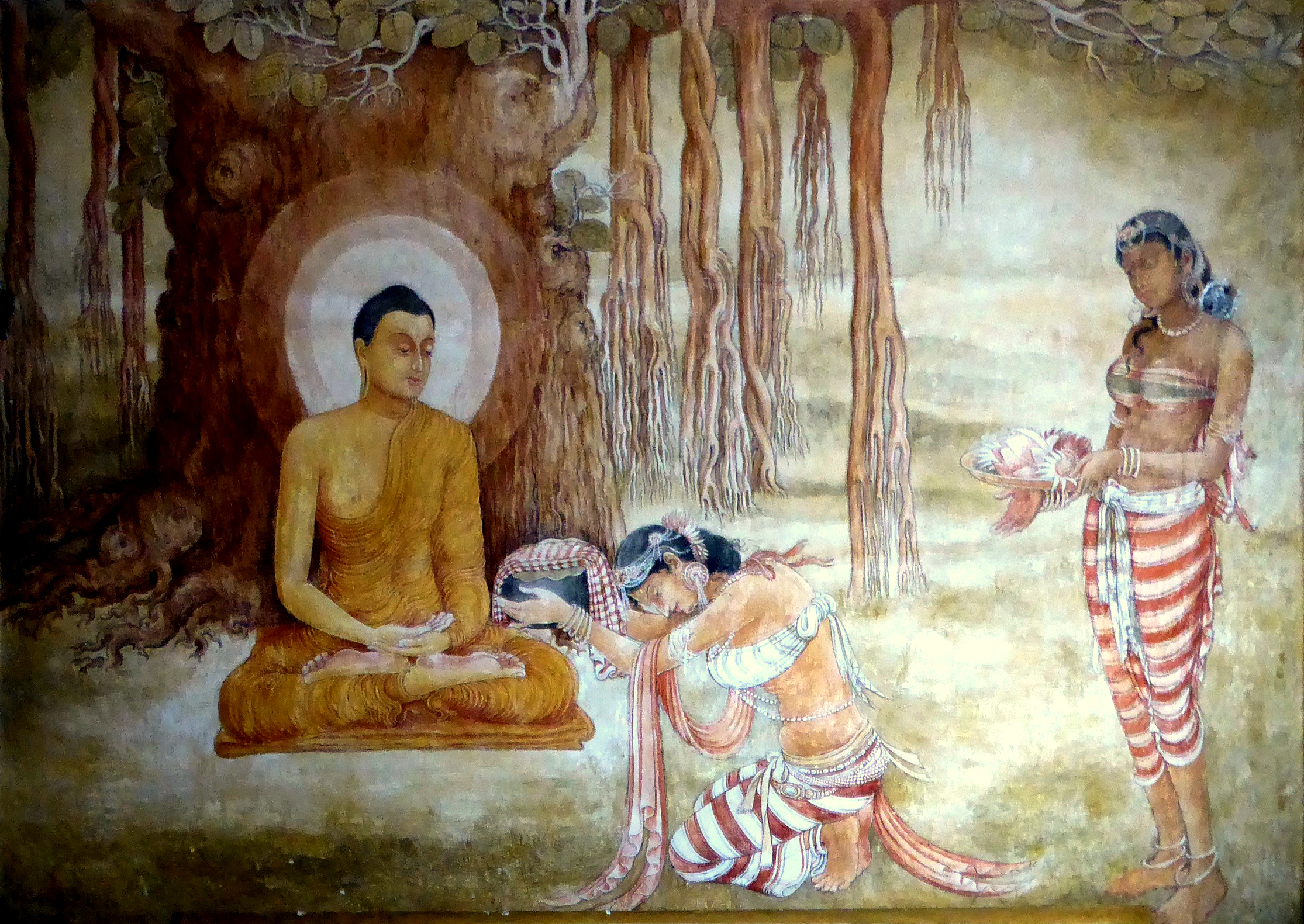
Суджата предлагает кирибат Будде

Происхождение кирибата неясно, это блюдо является уникальным для Шри-Ланки. Считается, что Суджата предложила это блюдо Будде Шакьямуни, когда он медитировал незадолго до достижения просветления.

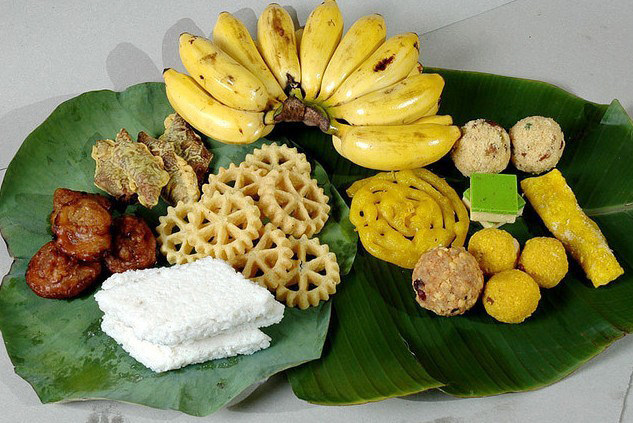
Блюда сингальского Нового года

Кирибат играет значительную роль в сингальском доме во время национальных праздников и церемоний. Традиционно его едят семьями в первый день каждого месяца. Это блюдо также имеет очень важную роль для сингальцев при праздновании сингальского Нового года, когда кирибат употребляют в качестве первого приёма пищи в наступившем году. На рассвете нового года хозяйка зажигает в доме очаг и варит традиционный горшок кирибата. Иногда используется рис, который хранился специально для этого случая, так как для этого праздника требуется лучший рис с точки зрения вкуса. Когда приготовление окончено, после ряда обрядов и ритуалов семья приступает к еде, но не раньше, чем будет сделано подношение Будде и богам. На сингальский Новый год кирибат подают вместе с традиционными сладостями, такими как кевум, кокис, бананы и многие другие. После этого зажигается масляная лампа и начинается первая трапеза в наступившем году.
Кирибат в Шри-Ланке больше, чем любой другой продукт питания, имеет религиозный подтекст, его подают по особым случаям, включая дни рождения, канун Нового года и религиозные праздники. Это своего рода акт, символизирующий процветание. По преданию, Будде Гуатаму предложили миску рисового пудинга, когда он медитировал под деревом бодхи. Отведав его, он тем самым прервал свой семилетний пост и открыл путь к просветлению. Кирибаи варится непременно в новом глиняном горшке или в новой посуде.
В настоящее время кирибат подают в особые дни: на фестивалях и торжественных событиях, поскольку блюдо символизирует добро и начало новых этапов или периодов жизни.
В древние времена его предлагали Будде в знак почтения. В настоящее время это своеобразный ритуал, символизирующий процветание. Это первая еда, которую подают молодожёнам и первая твёрдая пища, подаваемая младенцу (символический ритуал, при котором рисовая крошка кирибата касается губ ребёнка). Обычаи «авуруду» помогают поддерживать вековые традиции и укреплять семейные узы и играют важную роль, содействуя гармонии в обществе. Это первое блюдо, которое каждый сингалец ест в Новый год (Алут Авурудда), так как принято отведать кусочек кирибата перед тем, как перейти к «кавуму», «кокису» и прочим «кевили».
Сингальцы начинают с того, что предлагают кирибат Будде. В прежние времена они шли в храмы и совершали ритуальные обряды, глава семьи наносил масло на каждого домочадца. В настоящее время согласно традициям Шри-Ланки, перед началом трапезы глава семьи раздаёт каждому по маленькому кусочку кирибата, который нужно съесть, повернувшись лицом в указанном направлении, в благоприятный час, определённый астрологом. Когда наступает благоприятное время, все жители Шри-Ланки одновременно пробуют новогоднюю еду.